# Tuen Mun

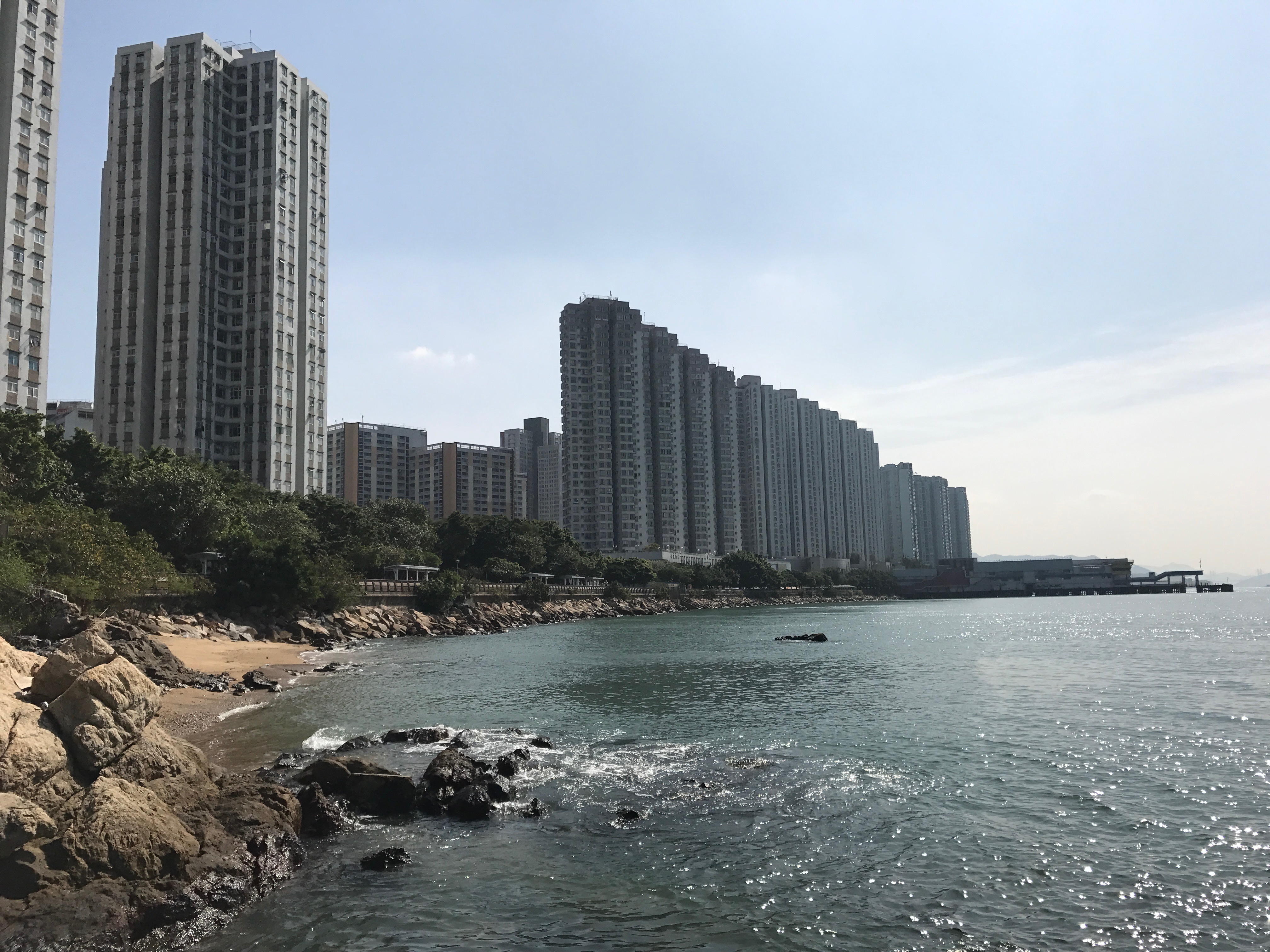
Tuen Mun

Tuen Mun is een stad en district in de New Territories van Hongkong. De stad ligt bij de monding van de Tuen Mun River en Castle Peak Bay. Bij de volkstelling van 2021 had de stad 501.491 inwoners.
Tuen Mun was een van de eerste bewoonde gebieden in Hongkong. Door archeologische opgravingen weet men dat de eerste bewoners daar in de Neolithische periode leefden. Vele jaren daarna was het gebied verlaten en waren de Tanka de volgende groep mensen die daar leefden. De Tanka leefden bij Castle Peak Bay en leefden van de visserij. 
Tegenwoordig is Tuen Mun een van de ontwikkelingsgebieden uit de jaren 70 van de 20e eeuw die nu uitgegroeid zijn tot een van de drukbevolkste gebieden van Hongkong. De plattelandsbewoners, merendeel autochtonen, worden vertegenwoordigd in het lokale plattelandscomité.